# Eliminar 20 kilos de Fezes em 1 hora

Imagem de capa do vídeo.

Eliminar 20 kilos de Fezes em 1 hora é um vídeo viral publicado no YouTube pelo canal brasileiro Diva aos 50 em 20 de março de 2019. No vídeo, Maria da Paz mostra uma receita de chá contendo sene, prometendo eliminar vinte quilos de fezes, acabar com a barriga alta e emagrecer. Especialistas não recomendaram o consumo da bebida e houve relatos de pessoas que necessitaram de assistência hospitalar após consumi-la. O vídeo foi alvo de reportagem televisiva ao ser exibido no Primeiro Impacto, do Sistema Brasileiro de Televisão (SBT).

## Vídeo
Em Eliminar 20 kilos de Fezes em 1 hora, Maria da Paz ensina uma receita de chá prometendo a eliminação de vinte quilos de fezes, acabar com a barriga alta e emagrecer. A receita mistura uvas passas, ameixas e sene a 200 ml de água morna. Na descrição do vídeo, Maria alerta: "Atenção, meus amores, se fizer a receita milagrosa, vocês não sai de casa"  [sic]. O vídeo foi publicado no canal do YouTube Diva aos 50 em 20 de março de 2019.

## Recepção
Eliminar 20 kilos de Fezes em 1 hora contava com 9,7 milhões de visualizações em fevereiro de 2024. Comentários dos usuários receberam atenção por seu tom humorístico, com alguns relatos de pessoas que passaram mal após o consumo da bebida. O vídeo foi alvo de reportagem televisiva ao ser exibido no Primeiro Impacto, do Sistema Brasileiro de Televisão (SBT). Na reportagem, uma mulher foi entrevistada relatando que precisou ir ao hospital depois de desmaiar ao consumir a bebida. Ela teria apresentado um quadro de desidratação, além de hipotensão arterial e hipoglicemia.
De acordo com o SBT, é comum a utilização de laxantes, tanto naturais quanto prescritos, com o intuito de perder peso, nas a prática é desaconselhada pelos especialistas da área. Entrevistado pelo Primeiro Impacto para comentar sobre Eliminar 20 kilos de Fezes em 1 hora, o endocrinologista João Ricardo Aguiar disse que o uso de laxantes não contribui para o processo de emagrecimento, o qual deve ser planejado e prescrito por profissionais qualificados, levando em consideração as necessidades individuais de cada pessoa. De acordo com ele, a fim de evitar possíveis efeitos adversos, aqueles interessados em seguir dietas devem verificar a credibilidade das fontes de informação na internet, garantindo que sejam provenientes de indivíduos certificados para aconselhamento nutricional.
Entrevistada pelo JC Online, do portal NE10, a nutricionista Laís Costa afirmou que o sene, um dos ingredientes da receita de Eliminar 20 kilos de Fezes em 1 hora, é recomendado para constipação e atua no intestino grosso. No entanto, "o chá em excesso pode destruir os plexos neurais e o intestino pode ficar mais constipado com o uso a longo prazo. Ele também pode desencadear em uma nefrite ou colite ulcerativa por isso deve ser utilizado em períodos curtos e com acompanhamento de profissionais". Segundo ela, o sene "não atua como um chá que favorece o processo de emagrecimento" e, quanto à receita do vídeo, comentou: "É tudo muito laxante pode ter uma [hipotermia] e desidratação".
Nutricionistas escreveram ao Folha Vitória que a receita contém uma quantidade excessiva de ameixas.